# Incidente ferroviario di Codogno
Il disastro ferroviario di Codogno è un fatto di cronaca risalente all'anno 1957 che ebbe molto risalto all'epoca dei fatti.

## Storia
Il 9 dicembre 1957 alle ore 18:19 in località Codogno, il rapido R527 della sera, partito da Milano Centrale alle 17,45 e diretto a Roma, andando ad una velocità di 130 km/h investì un autocarro che trasportava crusca, che era rimasto bloccato al passaggio a livello non riuscendo ad attraversarlo in tempo. L'autista e il passeggero del camion morirono sul colpo. Nel conseguente deragliamento una delle carrozze si schiantò rovinosamente contro un pilone in ghisa del cavalcavia pedonale nei pressi della stazione e nell'impatto persero la vita altre 13 persone.